# Бунди (округ)
Бу́нди (англ. Bundi, хинди बूँदी जिला) — округ в индийском штате Раджастхан. Разделён на пять подокругов. Административный центр округа — город Бунди. Согласно всеиндийской переписи 2001 года население округа составляло 962 620 человек. Уровень грамотности взрослого населения составлял 55,57 %, что ниже среднеиндийского уровня (59,5 %). Доля городского населения составляла 18,65 %.